# Висоцкис, Эугениюс Казевич
Эугениюс Казевич Висоцкис — советский литовский хозяйственный деятель, Герой Социалистического Труда.

## Биография
Родился в 1934 году в Жеймеляе. Член КПСС с 1965 года.
В 1959—1990 — помощник мастера Каунасского шёлкового комбината имени П. Зибертаса Министерства лёгкой промышленности Литовской ССР.
Указом Президиума Верховного Совета СССР от 17 марта 1981 года присвоено звание Героя Социалистического Труда с вручением ордена Ленина и золотой медали «Серп и Молот».
Депутат Верховного Совета СССР 11-го созыва.
Умер в 2002 году в Каунасе.

## Награды и звания
- Герой Социалистического Труда (17.03.1981)
- Орден Ленина (1976, 17.03.1981)
- Орден Трудового Красного Знамени (1966)